# Guerre civile colombienne (1895)
Pour les articles homonymes, voir Guerre civile colombienne.

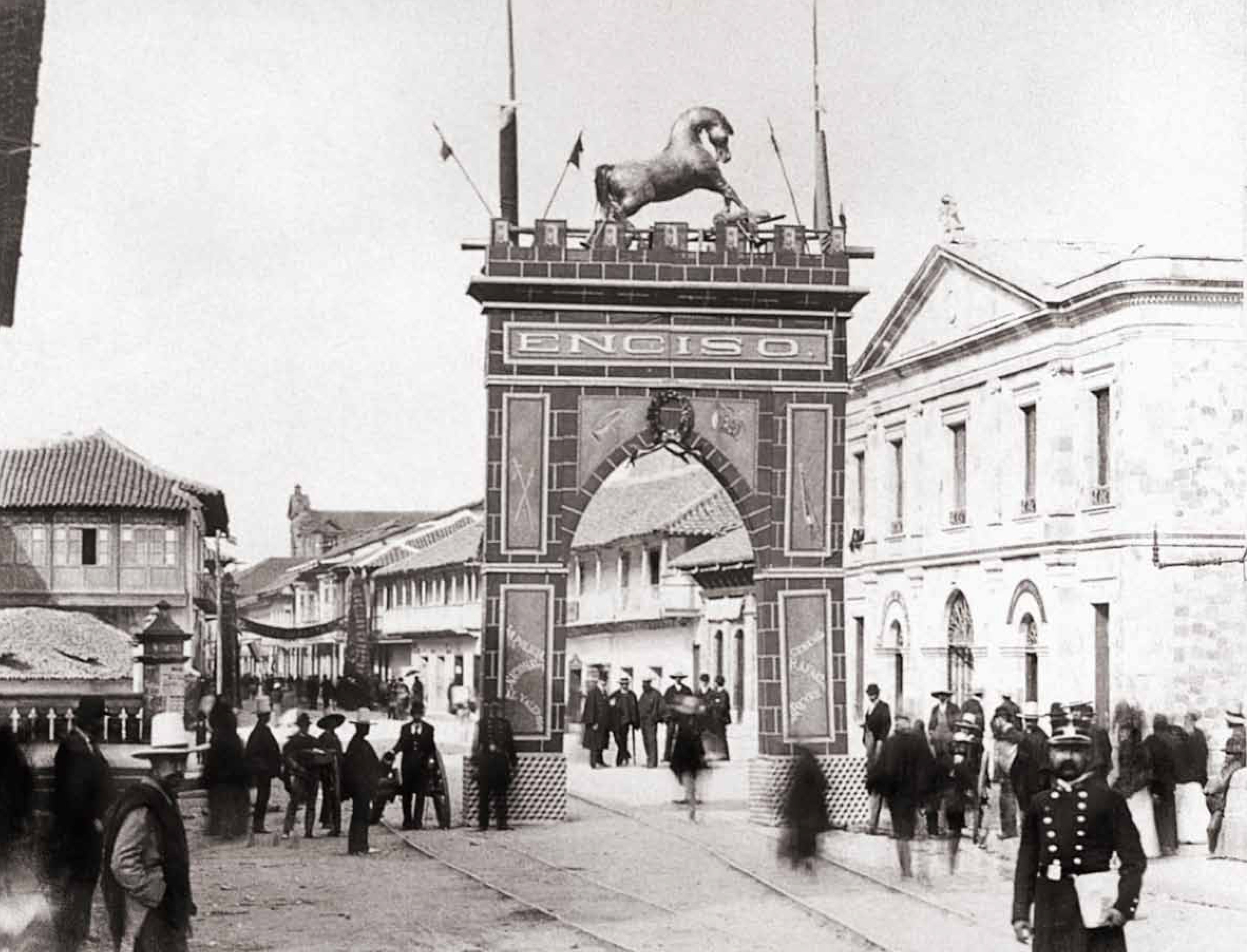
Arc de triomphe placé à Bogota pour accueillir le général Rafael Reyes après la bataille d'Enciso.

La guerre civile colombienne de 1895 est une guerre civile qui a eu lieu en Colombie en 1895. Elle oppose les libéraux aux conservateurs au pouvoir par le biais du Parti national de Rafael Núñez.

## Contexte
Durant la période 1892-1896, le parti libéral colombien n'est représenté au Congrès que par Luis Antonio Robles (es), tandis que la présidence est occupée par Miguel Antonio Caro, membre du Parti national, après le retrait de Rafael Núñez pour raison de santé. Ce dernier meurt à Carthagène des Indes le 18 septembre 1894.
Dès sa prise de fonction, Caro prend des mesures impopulaires fondées sur la Loi 61 de 1888, appelée Ley de los Caballos. Les libertés individuelles et la liberté de la presse sont diminuées, et le gouvernement peut arrêter ses ennemis politiques sans procès.
Dans la nuit du 22 janvier 1895, le directeur de la nouvelle police nationale colombienne, le commissaire français Jean Marie Marcelin Gilibert, déjoue un complot ourdi depuis son exil à Curaçao par le général libéral Avelino Rosas Córdoba qui projetait de faire arrêter le président Caro.
Le 29 janvier 1895, les libéraux se soulèvent sous le commandement du général Siervo Sarmiento.

## Déroulement
Le général Sarmiento est vaincu par les partisans de Rafael Reyes lors de la bataille de La Tribuna (Cundinamarca).
Le conflit s’étend alors à l'ensemble du pays. Le département du Cauca se range du côté des libéraux durant les batailles de Chicoral et El Papayo (Tolima).
La guerre civile se termine par la défaite des forces libérales lors de la bataille d'El Enciso (le 15 mars 1895) où le général Ruiz est mis en déroute après avoir perdu plus de mille hommes.